# Kiviuq (astronomia)
Kiviuq è un satellite naturale irregolare del pianeta Saturno. Insieme a Ijiraq, Paaliaq, Siarnaq e Tarqeq forma il Gruppo Inuit dei satelliti naturali del pianeta. Il nome del corpo celeste ricorda infatti un'importante figura della mitologia inuit: un gigante errante dalle molte vite, protagonista di numerosi racconti della tradizione Inuit.

## Scoperta
Fu scoperto il 7 agosto 2000 da Brett Gladman e J.J. Kavelaars, e al momento gli fu assegnata la designazione provvisoria S/2000 S 5. Kiviuq è probabilmente un asteroide di passaggio catturato dal pozzo gravitazionale di Saturno.
Il corpo celeste è stato oggetto di studio, seppur in modo marginale, da parte della missione Cassini-Huygens. Tra gli obiettivi delle rilevazioni vi era lo studio della composizione e della struttura interna del satellite; lo studio della distribuzione dei materiali sulla sua superficie e i processi fisici che hanno portato alla creazione di quest'ultima; lo studio dell'influenza del satellite sulla magnetosfera di Saturno.
Il 15 luglio 2010 la sonda Cassini–Huygens ha rilevato i dati della curva di luce da una distanza di 9,3 milioni di chilometri.

## Caratteristiche
Kiviuk ha un diametro di circa 16 km e orbita attorno a Saturno in 450 giorni alla distanza media di 11,1 milioni di chilometri. È un membro del Gruppo Inuit dei satelliti irregolari del pianeta. Ha un colore rossastro e lo spettro infrarosso è simile a quello di Siarnaq e Paaliaq, due altri satelliti naturali del gruppo, suggerendo l'ipotesi di una possibile origine comune del gruppo Inuit in seguito alla frammentazione di un corpo più grande.
Si ritiene che Kiviuk sia in risonanza di Kozai, riducendo ciclicamente la sua inclinazione orbitale all'aumentare dell'eccentricità e viceversa.